# Limnophila edita
Limnophila edita är en tvåvingeart som beskrevs av Alexander 1928. Limnophila edita ingår i släktet Limnophila och familjen småharkrankar. Inga underarter finns listade i Catalogue of Life.